# Горбачівський березовий гай (пам'ятка природи)
Горбачі́вський бере́зовий гай — ботанічна пам'ятка природи місцевого значення в Україні. Розташована в межах Козелецького району Чернігівської області, на захід від села Горбачі. 
Площа 3,7 га. Статус присвоєно згідно з рішенням Чернігівського облвиконкому від 27.04.1964 року № 236; від 10.06.1972 року № 303; від 27.12.1984 року № 454; від 28.08.1989 року № 164. Перебуває у віданні ДП «Остерський лісгосп» (Горбачівське л-во, кв. 130, 131). 
Статус присвоєно для збереження частини лісового масиву з насадженнями берези.